# Quentin Coryatt
Quentin John Coryatt (Saint Croix, Illes Verges Nord-americanes, 1 d'agost del 1970) és un jugador de futbol americà, que jugà a la National Football League, de linebacker. Ell va jugar als equips Indianapolis Colts (1992-98) i Dallas Cowboys (1999).
Va començar a jugar a futbol americà a la Universitat A&M de Texas i el 1992 va participar en el Draft de la NFL. El va escollir l'equip dels Indianapolis Colts.
Coryatt va jugar 78 partits en els Colts. Després, el 1999 va fitxar pels Dallas Cowboys, any en què es va retirar.
Després del futbol, va treballar en un programa pels joves discapacitats de Houston.